# Индийская ястребиная кукушка
Индийская ястребиная кукушка (лат. Hierococcyx varius) — это кукушка средних размеров, ведущая оседлый образ на Индийском субконтиненте. Она внешне очень похожа на туркестанского тювика, в том числе и по стилю полёта и посадки на присаду. Как и все остальные представители рода, индийская ястребиная кукушка — гнездовой паразит. Этот вид откладывает яйца в гнездах тимелий. Летом, во время сезона размножения, самцы издают громкие повторяющиеся трёхсложные крики, которые хорошо передаются английскими словами brain-fever (брайн фивер буквально «мозговая лихорадка»). Вторая нота продолжительнее и выше по звучанию. Эта нота поднимается до крещендо, перед тем как резко оборваться. Крик повторяется каждые несколько минут и так в течение всего дня вплоть до вечерних сумерок и на следующий день снова, начиная с рассвета. Одно из местных названий этой кукушки звукоподражательное brain-fever bird.

## Описание
Индийская ястребиная кукушка — птица средних размеров, величиной с голубя (около 34 см). Оперение пепельно-серое сверху; грудь и брюхо беловатые испещрены коричневой поперечной исчерченностью. Хвост с широкими темными полосами. Самец и самка похожи. Оба пола имеют характерное желтое кольцо вокруг глаза.
У полувзрослых птиц грудь испещрена тёмными отметинами, что придает им сходство с молодыми туркестанскими тювиками. В нижней части груди и на животе отметины становятся крупнее, превращаясь в бурые скобки. Если увидеть кукушку мельком, её легко можно ошибочно принять за ястреба. В полёте они перемежают взмахи крыльями и парение, что напоминает манеру полёта мелких ястребов (особенно туркестанского тювика) и при взлёте и посадке на присаду они взмахивают хвостом из стороны в сторону. Многие мелкие птицы и белки при виде индийской ястребиной кукушки издают сигналы тревоги как при появлении ястреба. Самки и самцы похожи, но самцы, как правило, крупнее.
Их можно перепутать с большой ястребиной кукушкой, которая, однако, имеет темные полосы на горле и груди. У молодых индийских ястребиных кукушек светлый подбородок, а у молодых больших ястребиных подбородок черный.
В течение летних месяцев, до муссонов, самцов легко обнаружить по их многократно повторяемой песне, но трудно увидеть. Песня состоит из громкого трёхзвучного крика, повторённого 5 или 6 раз, который, достигнув крещендо, внезапно обрывается. Он слышен в течение всего дня и часто во время лунных ночей. Позыв самок — серия трескучих звуков. Индийские ястребиные кукушки питаются, в основном, насекомыми, но их пищевая специализация состоит в том, что они могут переваривать волосатых гусениц, которые несъедобны для большинства насекомоядных птиц. Кишечный тракт гусениц часто содержат токсины и, как и другие кукушки, они выдавливают из гусеницы кишечный тракт, прижимая и потирая гусеницу о ветку, прежде чем её проглотить. Ядовитые волоски, проглоченные вместе с гусеницей, отделяются в желудке и отрыгиваются в виде небольших погадок.

## Таксономия и систематика
Типовое местонахождение этого вида — Транкебар в штате Тамил Наду. В былые времена там располагалось датское поселение, из которого Мартин Хендриксен Валь получил первый типовой коллекционный экземпляр, и описал этот вид в 1797 году. У этого вида известны два подвида, номинативный H. varius varius Индии и H. v. ciceliae в холмистых районах Шри-Ланки. Индийская популяция более бледно окрашена, чем H. v. ciceliae.

## Распространение
Индийская ястребиная кукушка обитает на большей части индийского субконтинента, в западной Пакистане, от предгорий Гималаев на восток до Непала, Бутана и Бангладеш и на юг до Шри-Ланки. Некоторые птицы из индийской популяции зимуют в Шри-Ланке. Подвид ciceliae обитает оседло в холмистой части центральной Шри-Ланки. Этот вид, как правило, ведёт оседлый образ жизни, но при обитании в горах и в засушливых районах совершает локальные миграции. В Гималаях индийскую ястребиную кукушку отмечают, в основном, на не больших высотах (обычно, ниже 1000 м над уровнем моря), в более высокогорных областях её обычно замещает большая ястребиная кукушка.
Это древесный вид, и они редко спускаются на землю. Места обитания этого вида включают сады, рощи, листопадные и полу-вечнозеленые леса.

## Поведение и экология
Этот вид является гнездовым паразитом, предпочитая тимелий, в основном, в рода Turdoides (возможно, это её основной хозяин), а также по некоторым сообщениям они подкладывают яйца в гнёзда на кустарниц рода Garrulax.
Она размножается с марта по июнь, совпадая по срокам с некоторыми тимелиями из рода Turdoides. В каждое найденное гнездо она откладывает только одно голубое, как и у хозяина, яйцо. Птенец обычно выкидывает яйца хозяина и после чего приёмные родители выкармливают его до приобретения им самостоятельности, то есть почти месяц. По наблюдениям Томаса Джердона кукушонку не всегда удается выкинуть яйца или птенцов хозяина, и иногда молодых кукушек можно увидеть вместе со слётками тимелий. При перемещениях вместе со стаей тимелий кукушонок издаёт скрежещущий позыв Ки-Ки, выпрашивая пищу, и приёмные родители в составе группы продолжают его кормить. Преобладающие виды хозяев в Индии Turdoides striatus и Turdoides affinis. Этот вид также паразитирует на большой дроздовой тимелии Turdoides malcolmi. В Шри-Ланке, её хозяин Turdoides striatus.
Паразитические гельминты из рода Oxyspirura иногда поражают глазницы этого вида.

## В культуре
Крик этой птицы на английском языке довольно точно передается как brain-fever. Другие интерпретации крика этой птицы включают peea kahan на хинди («где моя любовь») или chokh gelo (на бенгальском языке, «мои глаза ушли») и paos ala (маратхи, «дожди идут»).
Крик «Pee kahan» или «Papeeha» более точно предаёт пронзительный крик «пи-пииах» большой ястребиной кукушки (Hierococcyx sparverioides), которая замещает индийскую ястребиную кукушку в лесах на склонах Гималаев и их предгорий.
На ассамском языке в Северо-Восточной Индии эта кукушка называется Keteki, и её крик транслитерируется как «Moi Keteki», что переводится как «меня зовут Кэтеки».
Крик индийской ястребиной кукушки может быть слышен в течение всего дня, начиная с раннего утра ещё до рассвета и часто во время лунных ночей. Роман индийского писателя Аллана Сили назван в честь этой птицы.